# جاناتان رابرتس
جاناتان رابرتس (به انگلیسی: Jonathan Roberts) سناتور سابق عضو حزب دموکرات-جمهوری‌خواه بود. وی در سال ۱۸۱۴ تا ۱۸۲۱ میلادی سناتور ایالت پنسیلوانیا در سنای ایالات متحده آمریکا بود.